# Lauren Jacobs
Lauren Jacobs (* 20. September 1985) ist eine ehemalige US-amerikanische Skilangläuferin und Biathletin.
Lauren Jacobs lebt in Winthrop und trainierte in Jericho. Sie startete für den Craftsbury Nordic Ski Club. Zwischen 2006 und 2007 bestritt sie mehrere FIS-Rennen. Von 2009 bis 2011 nahm sie regelmäßig an Rennen der US Super Tour und des Skilanglauf-Nor-Am Cups, ab 2010 auch wieder vermehrt an FIS-Rennen teil. Nennenswerte Platzierungen konnte sie nicht erreichen. Daneben nahm sie regelmäßig an Biathlonrennen teil. In der Gesamtwertung des Biathlon-NorAm-Cups der Saison 2009/10 wurde sie 27., in der Folgesaison wurde sie 13. und erreichte in der Saison als persönliche Bestleistung einen vierten Rang in einem Verfolgungsrennen in Jericho. Zuvor startete sie bei den Nordamerikanischen Meisterschaften im Biathlon 2010 in Fort Kent und belegte im Massenstartrennen den elften Rang. 